# Sesvete (Pleternica)
Sesvete su naselje u Republici Hrvatskoj u Požeško-slavonskoj županiji, u sastavu grada Pleternice.

## Zemljopis
Sesvete su smješte oko 6 km sjeverno od Pleternice, susjedna naselja su Gradac i Ašikovci na jugu, Ćosinac i Grabarje na sjeveru, te Lakušija na zapadu. Nalaze se u središnjem ravničarskom dijelu Požeške zlatne doline u tzv. Poljadiji. Nadmorska visina iznosi 171 metar. Vlada umjerena kontinentalna klima.
Povijesne zemljopisne karte na kojima je vidljivo naselje Sesvete:
- First Military Survey (1763-1787)[4]
- Second Military Survey (1806-1869)[5]
- Third Military Survey (1869-1887)[6]
- Hungarian Kingdom (1869-1887)[7]
- Cadastral maps (XIX. century)[8]
- Google Earth[9]
- Google karte[10]

## Stanovništvo
Prema popisu stanovništva iz 2011. godine Sesvete su imale 128 stanovnika.
| broj stanovnika | 145   | 164   | 184   | 196   | 241   | 239   | 258   | 287   | 282   | 275   | 238   | 187   | 156   | 137   | 130   | 128   | 107   |
|                 | 1857. | 1869. | 1880. | 1890. | 1900. | 1910. | 1921. | 1931. | 1948. | 1953. | 1961. | 1971. | 1981. | 1991. | 2001. | 2011. | 2021. |

Stanovništvo Sesveta prema starosti i spolu iz Popisa stanovništva Republike Hrvatske 2011. godine:
| Spol | Ukupno | Starost | Starost | Starost | Starost | Starost | Starost | Starost | Starost | Starost | Starost | Starost | Starost | Starost | Starost | Starost | Starost | Starost |
| ---- | ------ | ------- | ------- | ------- | ------- | ------- | ------- | ------- | ------- | ------- | ------- | ------- | ------- | ------- | ------- | ------- | ------- | ------- |
| Spol | Ukupno | 0-4     | 5-9     | 10-14   | 15-19   | 20-24   | 25-29   | 30-34   | 35-39   | 40-44   | 45-49   | 50-54   | 55-59   | 60-64   | 65-69   | 70-74   | 75-79   | 80-84   |
| Spol | 128    | 7       | 7       | 7       | 11      | 8       | 9       | 10      | 6       | 14      | 7       | 9       | 5       | 6       | 3       | 5       | 10      | 4       |
| m    | 72     | 6       | 5       | 3       | 9       | 4       | 5       | 5       | 3       | 7       | 5       | 4       | 4       | 2       | 1       | 2       | 5       | 2       |
| ž    | 56     | 1       | 2       | 4       | 2       | 4       | 4       | 5       | 3       | 7       | 2       | 5       | 1       | 4       | 2       | 3       | 5       | 2       |

Napomena: Sesvete se od 1910. do 1981. iskazivaju pod imenom Sesvete Požeške. 

## Obrazovanje
Pučku školu u Sesvetama 1759. godine osnovali su požeški isusovci zajedno sa školom u Kutjevu. Danas djeluje kao područna škola u sastavu Osnovne škole fra Kaje Adžića Pleternica.

## Društava koja djeluju u Sesvetama
- Župa Svih Svetih Sesvete
- Dobrovoljno vatrogasno društvo Požeške Sesvete
- Lovačko društvo Vražjak
- Učenička zadruga Neven
- Hrvatsko žensko društvo - ogranak Sesvete
- Biciklistička udruga Tim guvernal

## Poznate osobe
- Ivan Švear - povjesničar
- Branko Živković - književnik, specijalist ginekologije
- Marko Baričević - saborski zastupnik